# Friedrich Georg Wilhelm von Struve
 Friedrich Georg Wilhelm von Struve (rusko Васи́лий Я́ковлевич Струве, Vasilij Jakovlevič Struve), nemško-ruski astronom in geodet, * 15. april 1793, Altona, Schleswig-Holstein, Nemčija, tedaj del Danske, † 23. november (11. november, ruski koledar) 1864, Sankt Peterburg, Ruski imperij (danes Rusija).

## Življenje
Friedrich je bil sin Jacoba Struveja (1755-1841). Bil je drugi v nizu družine astronomov pet generacij. Bil je oče Otta Vasiljeviča Struveja in ded Otta Ljudvigoviča Struveja ter ded Karla Hermanna Struveja in Ljudviga Ottoviča Struveja, stricev Otta Ljudvigoviča Struveja.
Nemčiji je tedaj vladal Napoleon. Da bi ušel prisilni mobilizaciji v njegovo vojsko, je mladi Struve leta 1808 pobegnil najprej na Dansko, potem pa v ruske baltske province. Tega leta se je vpisal na Univerzo v Dorpatu, danes Tartu, Estonija in prebil preostali del življenja v Rusiji. Najprej je študiral filologijo, kmalu pa se je usmeril v astronomijo. Med letoma 1813 in 1820 je poučeval na univerzi in opazoval v Observatoriju Dorpat. V letu 1820 je postal redni profesor in predstojnik dorpatskega observatorija.
Ostal je v Tartuju. Pričel je sistematično preučevati dvozvezdja, po čemer je najbolj znan.
Leta 1832 je postal redni član Ruske akademije znanosti.
V Pulkovem 19 (6) km južno od Sankt Peterburga je leta 1836 ustanovil velik observatorij. Po njegovih načrtih in načrtih Brljullova so ga zgradili na ukaz carja Nikolaja I. Za observatorij je von Struve priskrbel tedaj največji in najboljši refraktor na svetu, ki ga je izdelal von Fraunhofer. Von Struve je bil od leta 1836 do 1862 tudi prvi predstojnik pulkovskega observatorija. Nasledil ga je njegov sin Otto Vasiljevič.
Zaradi slabega zdravlja se je leta 1861 upokojil.

## Delo
Čeprav so dvozvezdja proučevali že William in John Herschel ter South, je von Struve na tem področju posekal vse prejšnje dosežke. Von Struve je leta 1827 je objavil katalog dvojnih in večkratnih zvezd  Catalogus novus stellarum duplicium, v katerem je od 3112 navedenih zvezd sam odkril in proučil 2343 dvojnih zvezd. Pokazalo se je da dvojni sestavi niso redkost, ampak so prav pogosti. Večina dvozvezdij je pravih dvozvezdij in ne le navideznih, kar je prvi odkril že William Herschel. Krožijo okrog skupnega baricentra in počasi spreminjajo svojo lego. Zaradi tega je von Struve s pomočjo mikrometrskega vijaka med letoma 1824 in 1837 premeril 2714 dvojnih zvezd. Meritve je objavil v svojem delu Stellarum duplicium et multiplicium mensurae micrometricae.
Delal je na določevanju astronomskih konstant. V letu 1843 je točno izmeril konstanto aberacije. S svojim delom je močno potrdil, da Newtonov splošni gravitacijski zakon, ki velja v Osončju, velja tudi v splošnem.
V letu 1837 je objavil rezultate opazovanj Vege v Liri, ki jo je izbral zaradi svetlosti in velikega lastnega gibanja. Meril je manj točno kot Bessel, a je Vegi vseeno uspel izmeriti letno paralakso 13/50 = 0,26 kotne sekunde (danes 0,123 sekunde).
Von Struve je opravljal tudi geodetske meritve ruskih baltskih provinc. Tako je leta 1831 objavil delo Beschreibung der Breitengradmessung in den Ostseeprovinzen Russlands. Vpeljal je Struvejev geodetski lok, verigo triangulacijskih točk, ki se je raztezala od Hammerfesta na Norveškem do Črnega morja, prek deset držav v skupni dolžini prek 2820 km. UNESCO je dal mrežo na svoj seznam krajev svetovne dediščine v Evropi.
Von Struve je bil prvi v štirih generacijah dobro znanih astronomov. Otto Struve, ki je pripadal četrti, je bil v čast ameriši astronomiji. Observatorij, ustanovljen leta 1964 v Tartuju, so imenovali po Friedrichu Struveju.

## Družina
Von Struve se je leta 1815 v Altoni poročil z Emilie Wall (1796-1834). Imela sta dvanajst otrok in osem jih je preživelo zgodnje otroštvo. Poleg Otta Vasiljeviča, sta bila znana od otrok še Genrih Vasiljevič Struve (1822-1908), odličen kemik, in Bernhard Vasiljevič Struve (1827-1889), ki je v Sibiriji služil kot vladni uradnik, kasneje pa kot guverner Astrahana in Perma.
Po smrti prve žene, se je von Struve znova poročil z Johanno Henrietto Francisco Bartelsovo (1807-1867), ki mu je rodila še šest otrok. Najbolj znan je bil Karl ali Kiril Vasiljevič (1835-1907), ki je služboval kot ruski veleposlanik na Japonskem, ZDA in na Nizozemskem.
Bernhardov sin Peter Berngardovič Struve (1870-1944) je verjetno najbolj znan član družine v Rusiji. Bil je med prvimi ruskimi marksisti. Napisal je manifest Ruske socialnodemokratske delavske stranke v času njene ustanovitve leta 1898. Še preden se je stranka razcepila na boljševike in manjševike, jo je Struve zapustil in postal član stranke Kadetov, ki je podpirala zamisli liberalizma. Predstavljal je stranko na vseh predrevolucijskih Državnih ruskih dumah. Po ruski oktobrski revoluciji je objavil več odmevnih člankov o vzrokih zanjo. Pridružil se je belemu gibanju. Med vladanjem Vrangla in Denikina je bil eden od ministrov. V naslednjih treh desetletjih je živel v Parizu, njegovi otroci pa so se odlikovali v Ruski pravoslavni cerkvi zunaj Rusije.

## Priznanja

### Nagrade
Kraljeva astronomska družba mu je leta 1826 podelila Zlato medaljo.
Leta 1827 je skupaj s Humphryjem Davyjem prejel Kraljevo medaljo Kraljeve družbe iz Londona.

### Poimenovanja
Krater Struve na Luni se imenuje po treh astronomih iz družine Struve, Ottu Vasiljeviču, Ottu in Friedrichu Georgu Wilhelmu. Asteroid glavnega pasu 768 Struveana se združno imenuje po Ottu Vasiljeviču, Friedrichu Georgu Wilhelmu in Karlu Hermannu.